# NGC 6311
NGC 6311 је елиптична галаксија у сазвежђу Херкул која се налази на NGC листи објеката дубоког неба.
Деклинација објекта је + 41° 39' 4" а ректасцензија 17h 10m 43,5s. Привидна величина (магнитуда) објекта NGC 6311 износи 13,6 а фотографска магнитуда 14,6. NGC 6311 је још познат и под ознакама UGC 10741, MCG 7-35-39, CGCG 225-59, PGC 59750.